# والاس هو
والاس هو هو ممثل تايواني ولد في 26 ديسمبر 1979.

## وصلات خارجية
- والاس هو على موقع IMDb (الإنجليزية)
- والاس هو على موقع ميوزك برينز (الإنجليزية)
- والاس هو على موقع قاعدة بيانات الفيلم (الإنجليزية)